# 丹尼斯·阿坎德
丹尼斯·阿坎德CC（Denys Arcand，法語：[dəni aʁkɑ̃]，1941年6月25日—）是一位加拿大電影導演、劇作家與製作人，曾經獲得奧斯卡最佳外語片獎。

## 作品
- 1986年：《美國帝國淪亡記》
- 1989年：《蒙特婁的耶穌》
- 2003年：《老爸的單程車票》

## 外部連結
- 丹尼斯·阿坎德在互联网电影资料库（IMDb）上的資料（英文）
- 丹尼斯·阿坎德在豆瓣上的资料（简体中文）